# Central nuclear de Golfech
La Central nuclear de Golfech es una planta de energía nuclear ubicada en la comuna francesa de Golfech, sobre el río Garona, en el departamento Tarn-et-Garonne, entre Agen (30 km río abajo) y Toulouse (90 km río arriba), desde el que recibe agua de refrigeración, aproximadamente a 40 km al oeste de Montauban. La planta tiene dos reactores nucleares en funcionamiento, ambos reactores de agua a presión (PWR) modelo francés P'4. La planta también tiene dos torres de refrigeración de 178,5 m de altura, que obtienen agua del río Garona, utilizando solo agua para compensar la evaporación; el circuito de enfriamiento está cerrado y el agua nunca se devuelve al río. En 2002, la planta producía casi la mitad de la electricidad utilizada en la zona. Emplea a casi 700 trabajadores a tiempo completo.

## Historia
En 1965, el gobierno regional de Mediodía-Pirineos anunció su intención de construir una planta nuclear cerca de Malause. Tras el anuncio, EDF inició los trámites para instalar la planta en un sitio adecuado. En 1967, una junta de investigación presentó inicialmente planes para dos reactores UNGG con una potencia de 800 MW cada uno. Pero a causa de la caída de los precios del petróleo y los conflictos latentes entre EDF y CEA, el proyecto se retrasó. En 1969, tras la salida de Charles de Gaulle, CEA renunció a sus planes de instalar dos reactores UNGG.
En 1973, se completó una planta hidroeléctrica cercana de 63 MW y el gerente regional de EDF anunció de nuevo planes para instalar reactores PWR en el mismo lugar, que estarían terminados en 1985. En efecto, en 1978 EDF anuncia que Golfech sería el lugar elegido para la instalación de 4 reactores PWR, eventualmente de 1300 MW cada uno.
El 17 de junio de 1979, 5.000 manifestantes protestaban contra el lugar elegido y soltaron globos.

## Incidencias
Las incidencias más importantes de las que se tiene información fueron todas de nivel 1 de la escala INES y ocurrieron en 1998.
- 28 de septiembre de 1998: en el momento de una verificación de operación del equipo de medición del flujo de neutrones en el medio del reactor, el operador no respondió a una de las señales que deberían haber sido investigadas.
- 4 de noviembre: la Autoridad de seguridad nuclear descubrió que el 14 de octubre EDF hizo funcionar el reactor con una sobrepotencia del 7% durante 30 horas.
- 27 de noviembre: el edificio de contención se evacúa tras una alarma debida a una detección atmosférica de radiactividad. Diez trabajadores están ligeramente contaminados.